# Zielony Dwór (Bytów)
Pour les articles homonymes, voir Zielony Dwór.
Zielony Dwór est une localité polonaise de la gmina rurale de Parchowo située dans le powiat de Bytów en voïvodie de Poméranie. Elle se trouve à environ 14 km au nord-est de Bytów et 66 km à l'ouest de la capitale régionale Gdańsk.

## Géographie

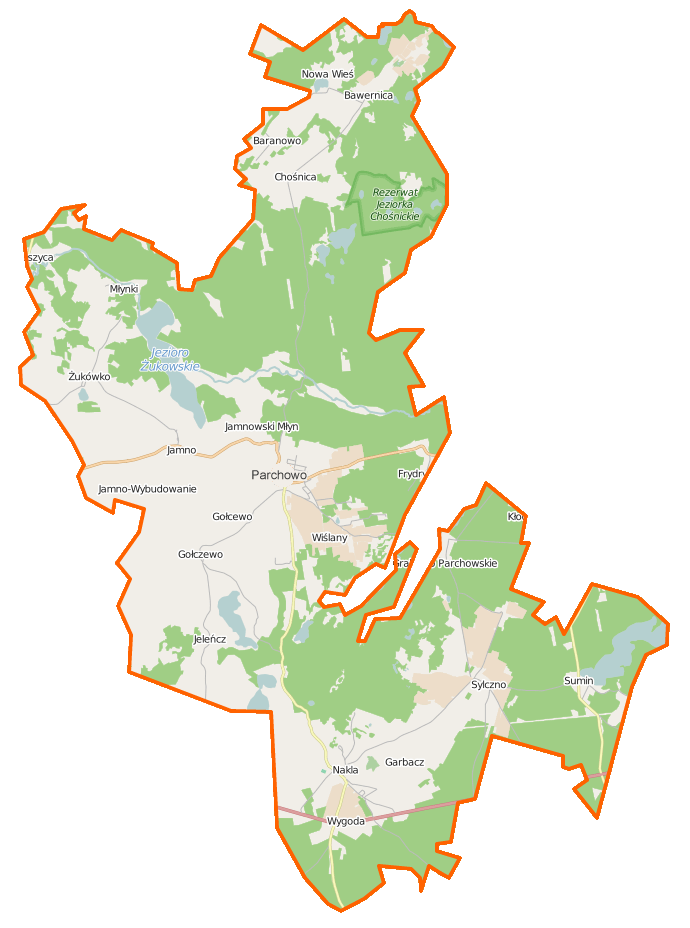
Carte de la gmina de Parchowo.